# Ophthalmemeopedus macrophthalmus
Ophthalmemeopedus macrophthalmus är en skalbaggsart som beskrevs av Stefan von Breuning 1961. Ophthalmemeopedus macrophthalmus ingår i släktet Ophthalmemeopedus och familjen långhorningar.
Artens utbredningsområde är Filippinerna. Inga underarter finns listade i Catalogue of Life.